# Bragat jezik
Bragat jezik (alauagat, yauan; ISO 639-3: aof), jezik porodice torricelli, uže skupine Palei, koji govori 460 ljudi (2003 SIL) u četiri sela u provinciji Sandaun u Papui Novoj Gvineji.

## Vanjske poveznice
- Ethnologue (14th)
- Ethnologue (15th)